# Industrispionage
Industrispionage er en form for spionage, hvor en virksomhed ulovligt skaffer sig oplysninger om konkurrentens viden. I vor tid er den sovjetiske Tupolev Tu-144 det bedste eksempel på industrispionage i stor stil. Den var en direkte efterligning af Concorde.[kilde mangler]
| Spion | Spire Denne spionagerelaterede artikel er en spire som bør udbygges. Du er velkommen til at hjælpe Wikipedia ved at udvide den. |